# San Marcos (Kalifornija)
San Marcos je grad u američkoj saveznoj državi Kalifornija. Prema popisu stanovništva iz 2010. u njemu je živjelo 83.781 stanovnika.